# Zagórz
Zagórz é um município da Polônia, na voivodia da Subcarpácia e no condado de Sanok. Estende-se por uma área de 22,39 km², com 5 105< habitantes, segundo os censos de 2017, com uma densidade de 229,0 hab/km².